# Arco Valaresso
L'arco Valaresso è un monumento del centro storico di Padova. Si apre sul lato nord di via Arco Valaresso e piazza del Duomo, introducendo a corte Arco Valaresso.
Eretto nel 1632 su progetto attribuito a Giovan Battista della Scala, si tratta di un arco di trionfo dedicato ad Alvise Valaresso, capitano della città dal 20 luglio 1631 al 19 dicembre 1632.
Valaresso fu impegnato nel contenimento dell'epidemia di peste del 1630. Distintosi già l'anno precedente nel Veronese, durante il suo mandato a Padova impose energiche disposizioni sanitarie che traghettarono la città fuori dall'emergenza. Inoltre, mise mano alle finanze locali, che risentivano di un calo degli introiti fiscali dovuti all'indebolimento dei controlli amministrativi.
La costruzione presenta quattro colonne doriche su alti piedistalli, sulle quali poggia l'attico con l'iscrizione laudatoria.